# Grupa Operacyjna Kempf
Grupa Operacyjna Kempf (niem. Armeeabteilung Kempf) – niemiecka jednostka wojskowa podczas II wojny światowej. Grupa Operacyjna Kempf była tymczasową jednostką w armii niemieckiej o wielkości armii. Grupa Operacyjna Kempf została stworzona 21 lutego 1943 roku poprzez zmienienie nazwy Grupy Operacyjnej Lanz na Kempf i poprzez zwolnienie ze stanowiska dowódcy tej grupy Huberta Lanza i zastąpieniu go przez gen. Wernera Kempfa. 22 sierpnia 1943 roku Grupa Operacyjna Kempf została przekształcona w 8. Armię. 
Grupa Operacyjna Kempf brała udział w bitwie na łuku kurskim, wchodząc w skład południowej grupy atakującej Grupy Armii Południe.

## Skład
Skład Grupy Operacyjnej Kempf na dzień 7 lipca 1943:
- XLII Korpus Armijny
  - 282. Dywizja Piechoty
  - 161. Dywizja Piechoty
  - 39. Dywizja Piechoty
- Generalkommando z.b.V. Raus (XI Korpus Armijny)
  - 320. Dywizja Piechoty
  - 106. Dywizja Piechoty
- III Korpus Pancerny
  - 6. Dywizja Pancerna
  - 7. Dywizja Pancerna
  - 19. Dywizja Pancerna
  - 168. Dywizja Piechoty

## Dowódcy
Dowódcy Grupy Operacyjnej Kempf:
- generał wojsk pancernych Werner Kempf (21 lutego 1943 – 16 sierpnia 1943)
- generał piechoty Otto Wöhler (16 sierpnia 1943 – 22 sierpnia 1943)